# If Only I Had My Mind on Something Else / Sweetheart

## Közreműködők
- Barry Gibb – ének, gitár
- Maurice Gibb – ének,  gitár, zongora, basszusgitár
- Geoff Bridgeford – dob
- stúdiózenészek

## A lemez dalai
- If Only I had My Mind On Something Else  (Barry és Maurice Gibb) (1968), mono 2:33, ének: Barry Gibb
- Sweetheart (Barry és Maurice Gibb)  (1969), mono  3:09, ének: Barry Gibb, Maurice Gibb

## Top 10 helyezés
A kislemez dalaiból nem született Top 10 helyezés.

## A kislemez megjelenése országonként
- Egyesült Államok, Kanada